# Chelsea Handler
Chelsea Joy Handler (Livingston, Nueva Jersey; 25 de febrero de 1975) es una comediante, actriz y escritora estadounidense que trabajaba para la cadena E! Entertainment Television. Actualmente tiene su propio programa en Netflix, que se emite miércoles, jueves y viernes.
Handler es conocida por presentar el programa de entrevistas Chelsea Lately, junto con sus participaciones en Girls Behaving Badly, After Lately y Are You There, Chelsea?. Y, en octubre de 2017, se anunció que el espectáculo terminaría después de su segunda temporada.

## Biografía
Handler nació en el pueblo suburbano de Livingston, Nueva Jersey. Es la menor de seis hermanos, de Rita (née Stoecker), una ama de casa, y de Seymour Handler, un vendedor de autos usados. Fue criada como judía por su madre mormona y su padre judío. Cuando Chelsea mencionó su fe en el actor Rainn Wilson durante su talk show, Wilson le dijo: "Eres la judía más rubia que he conocido".

### Carrera
Handler es una comediante en vivo que ha realizado múltiples apariciones a través de Estados Unidos. Todo comenzó cuando fue arrestada por conducir ebria en Los Ángeles, siendo obligada por la corte a participar en una terapia donde debía narrar su drama a un grupo de personas. Allí su monólogo resultó ser tan gracioso para los demás —según ella, ha sido el mayor orgasmo de su vida—, que terminó dándose cuenta de su vocación.
Ha participado regularmente en la serie Girls behaving badly del canal Oxygen. Ha aparecido en diversos programas de televisión, incluyendo Weekends at the D.L., The Bernie Mac show y The practice.
Chelsea es comentarista estable en los programas de la señal E!, y también participa como corresponsal en The tonight show. Además, ha sido invitada por los programas Red eye w/ Greg Gutfeld y The view, siendo coanimadora de este último el día 2 de agosto de 2007.
Handler escribió sus memorias en el libro My horizontal life: a collection of one-night stands (ISBN 1-58234-618-6). También es la autora de Are you there vodka? It's me, Chelsea (ISBN 0-06-117339-8).

### Hour stand-up comedy
En el año 2007, Handler participó en la gira Hour stand-up comedy, del canal por cable Comedy Central, a través de Estados Unidos. Su número ha sido televisado por HBO, VH1 y Comedy Central.

### Chelsea lately
En julio de 2007, Handler comenzó su propio late show de 30 minutos de duración, Chelsea lately, transmitido por E!. En el episodio número 100, Chelsea reveló que E! había ordenado otros 150 capítulos más de su show.
En el reality show Sunset Tan, también de E!, Handler admitió ser alcohólica. Ella suele ofuscarse cuando oye que el régimen de bronceado "Sunset cocktail", ofrecido en el salón Sunset Tan, no incluye alcohol.

### On the lot
Chelsea fue la presentadora del reality show On the lot del canal FOX. El programa, producido por Steven Spielberg y Mark Burnette, era una competencia de cineastas por alcanzar el estrellato. Luego de un episodio, Handler fue reemplazada por Adrianna Costa.

### In the motherhood
Desde el 2007, Handler en el programa transmitido por Internet In the motherhood. En la serie cómica, Handler interpreta a Heather y comparte con las actrices Leah Remini y Jenny McCarthy.

## Algunas publicaciones
Handler ha escrito seis libros que han llegado a la lista de los más vendidos del New York Times, cinco de los cuales han alcanzado el número uno. Su primer libro, My Horizontal Life: A Collection of One-Night Stands (2005), describe la variedad de encuentros sexuales que ha experimentado a lo largo de su vida. Su segundo libro, Are You There, Vodka? Soy yo, Chelsea (2008), una colección de ensayos humorísticos, llegó a la cima de la lista de los más vendidos de no ficción del New York Times el 11 de mayo de 2008, con una tirada de más de 350.000. Hizo una gira por todo el país para promocionar su tercer libro, titulado Chelsea Chelsea Bang Bang, que fue lanzado el 9 de marzo de 2010. Chelsea Chelsea Bang Bang alcanzó el número 1 en la lista de libros más vendidos de no ficción del New York Times el 21 de marzo de 2010.
- Handler, Chelsea (2005). My Horizontal Life: A Collection of One-Night Stands. New York: Bloomsbury USA. ISBN 978-1-58234-618-2.

- Handler, Chelsea (2008). Are You There, Vodka? It's Me, Chelsea. New York: Simon Spotlight Entertainment. ISBN 978-1-4169-5412-5.

- Handler, Chelsea (2010). Chelsea Chelsea Bang Bang. New York: Grand Central Publishing. ISBN 978-0-446-55244-8.

- Handler, Chelsea (2011). Lies That Chelsea Handler Told Me. New York: Grand Central Publishing. ISBN 978-0-446-58471-5.

- Handler, Chelsea (2014). Uganda Be Kidding Me. New York: Grand Central Publishing. ISBN 978-1-4555-9973-8.

## Vida personal
Chelsea ha confirmado que es pareja de Ted Harbert, quien, como gerente del grupo Comcast Entertainment, supervisa al canal E!. En el episodio de Chelsea lately emitido el 29 de enero de 2008, Handler afirmó que fue invitada a participar en el programa de baile Dancing with the stars, pero se negó. Handler dice no querer casarse ni tener hijos.

## Filmografía

### Como ella misma
- The Chelsea Handler show
- Chelsea lately
- Comedy central stand-up
- In the motherhood
- Girls behaving badly
- The Bernie Mac show
- The practice
- Spy TV
- My wife and kids
- Weekends at the D.L.
- Red eye w/ Greg Gutfeld

### Como anfitriona
- Girls behaving badly (2002–2005)
- The Chelsea Handler show (2006)
- Chelsea lately (2007–2014)
- MTV Video Music Awards 2010 (2010)
- After Lately (2011–2013)
- Chelsea Does (2016), documental de Netflix.
- Chelsea (2016–2017)
- Hello, Privilege. It's Me, Chelsea (2019), documental de Netflix.
- Chelsea Handler: Evolution (2020), especial de HBO Max.
- Chelsea Handler: Revolution (2022), documental de Netflix.
- Premios de la Crítica Cinematográfica de 2022 (2023)
- The Daily Show (2023), presentadora invitada.[15]
- Premios de la Crítica Cinematográfica de 2023 (2024)[16]